# Micro-région de Monor
La micro-région de Monor (en hongrois : monori kistérség) est une micro-région statistique hongroise rassemblant plusieurs localités autour de Monor.